# Camasca
Camasca (uit het Nahuatl: "Plaats die gewijd is aan de god Camaxtle") is een gemeente (gemeentecode 1002) in het departement Intibucá in Honduras.
Men vermoedt dat het dorp al bestond vóór 1740. Het bevindt zich ten zuiden van de berg Camasca en van de rivier Guarajambala.

## Bevolking
De bevolking is als volgt verdeeld:
| Vrouwen | 3558 | 51,4% |
| Mannen  | 3366 | 48,6% |

## Dorpen
De gemeente bestaat uit twaalf dorpen (aldea), waarvan het grootste qua inwoneraantal: Camasca (code 100201).